# Staurodesmus mucronatus
Staurodesmus mucronatus  là một loài Song tinh tảo trong họ Desmidiaceae, thuộc chi Staurodesmus.